# 拉文斯贝格伯国
52°05′31.79″N 8°34′14.55″E / 52.0921639°N 8.5707083°E
拉文斯贝格伯国（德语：Grafschaft Ravensberg）是神圣罗马帝国历史上的一个伯国。它的领土位于今天的德国威斯特法伦东部条顿堡森林旁边。

## 歷史

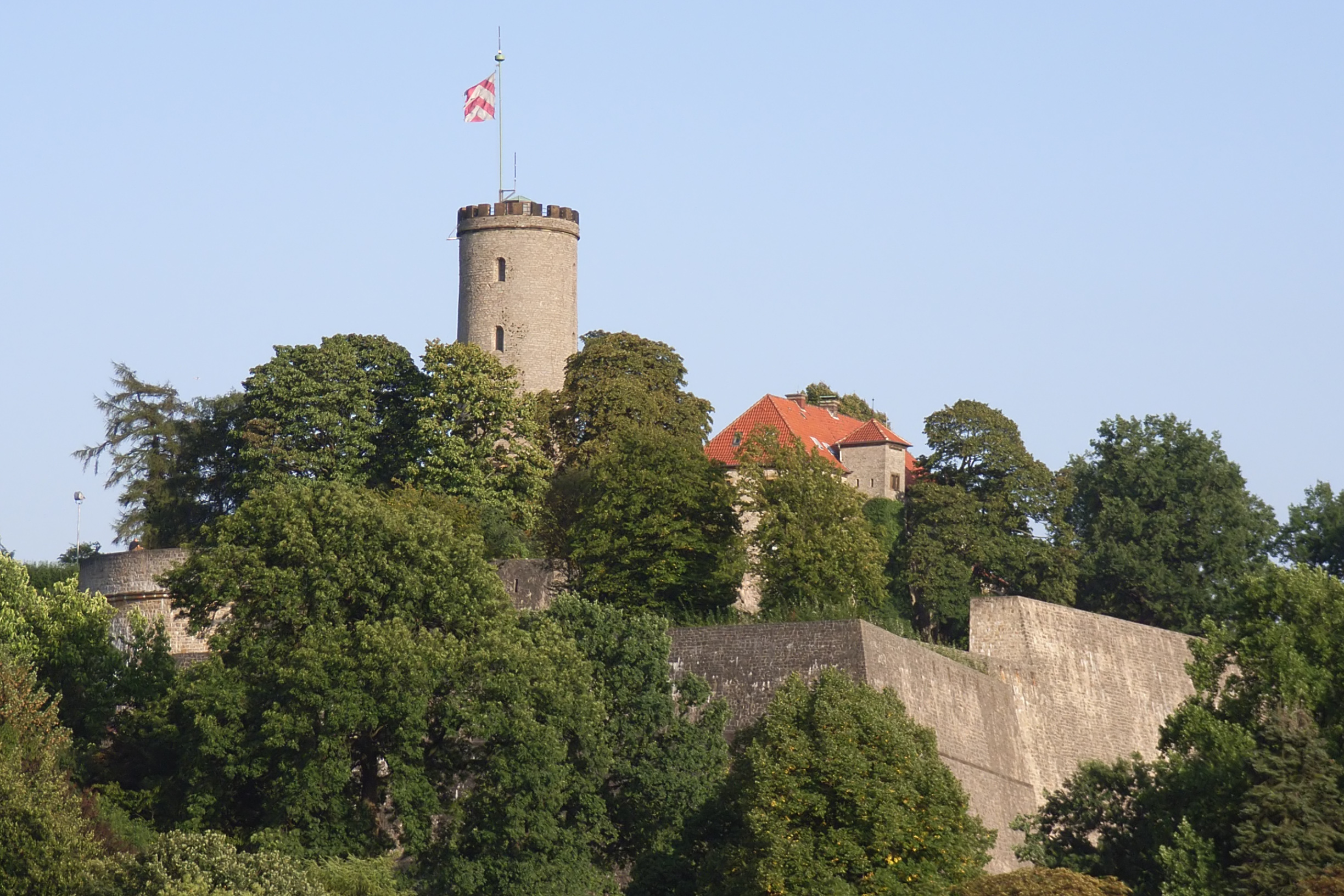
斯帕倫貝格城堡

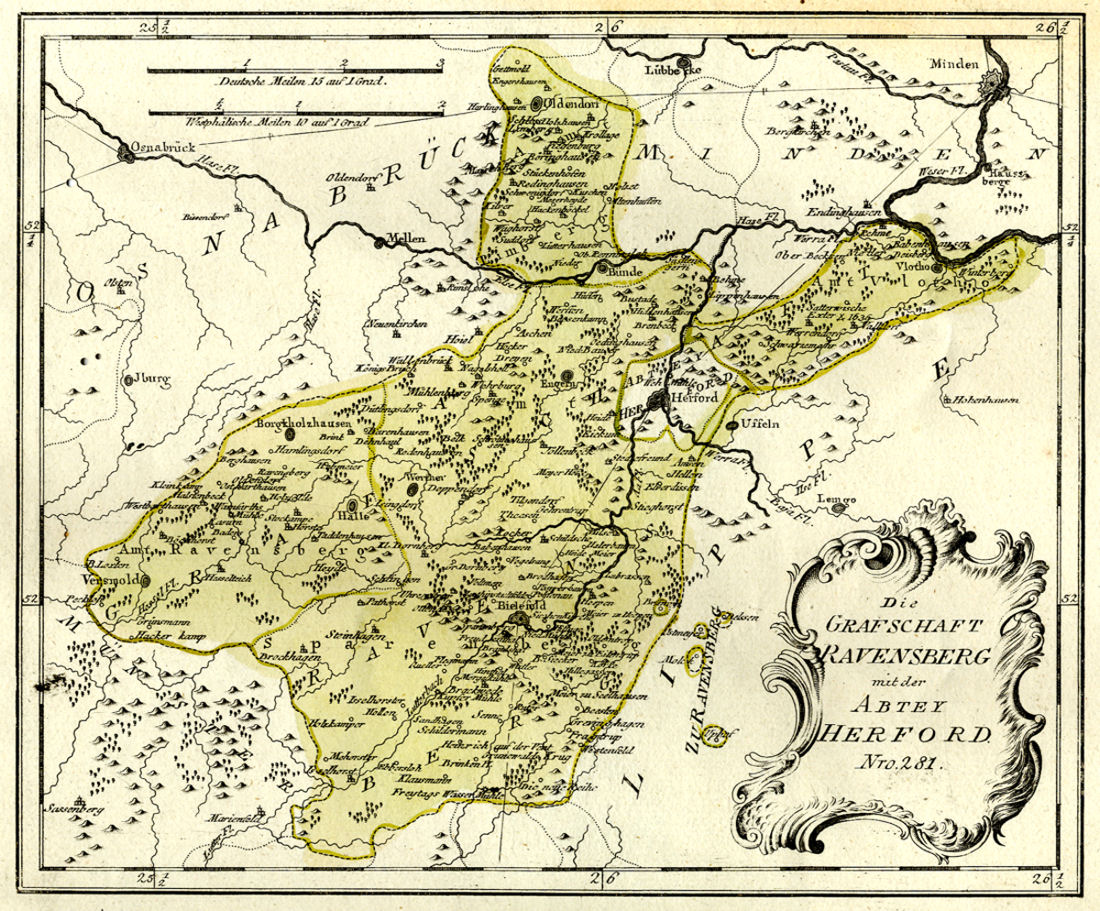
拉文斯貝格伯國歷史地圖（1798年）

拉文斯貝格伯國在12世紀首次被提及；伯爵住所首先座落於拉文斯貝格城堡。拉文斯貝格伯爵隨後約1240年–1250年在比勒費爾德建造了斯帕倫貝格城堡，並在那里建立住所。他們還在普魯士奧爾登多夫附近擁有林貝格城堡。
伯國後來於1346年由貝格公國繼承，後者又於1423年成為于利希-貝格公國的一部分，並最終於1521年成為於利希-克萊沃-貝格聯合公國的一部分。
于利希王位繼承戰爭後，在1614年的克桑滕條約中，拉文斯貝格伯國劃歸勃蘭登堡侯國，1701年成為新成立普魯士王國的一部分，並在1719年至1807年期間歸屬普魯士明登-拉文斯貝格行政區內管理，在拿破崙戰爭期間解散。
除了比勒費爾德，拉文斯貝格伯國其他城鎮亦包括博格霍爾茨豪森、哈雷、施泰因哈根、費爾斯莫爾德、韋爾特、居特斯洛、恩格爾、希登豪森、勒丁豪森、施彭格、黑爾福德、宾德、弗洛托、韋勒河南岸基希倫根、普魯士奧爾登多夫及韋勒河南岸巴特恩豪森等地。

## 統治者

### County of Calvelage（英语：卡爾弗拉格-拉文斯貝格家族）
- 直至1144年 赫爾曼一世
- 約1140年 – 約1170年 奧托一世
- 約1160年 – 約1180年 海因里希
- 約1175年 – 約1220年 赫爾曼二世
- 約1220年 – 1244年 奧托二世
- 約1220年 – 1249年 路德維希
- 1249年–1306年 奧托三世
- 1306年–1328年 奧托四世
- 1328年–1346年 伯納德

### 于利希家族
1348年–1395年與貝格伯国組成共主邦聯，1437年成為于利希-貝格公國
- 1346年–1360年 格哈德一世
- 1360年–1408年 威廉一世
- 1395年–1403年 阿道夫
- 1403年–1428年 威廉二世
- 1428年–1475年 格哈德二世
- 1475年–1511年 威廉三世

### 拉馬克家族
自1521年起成為于利希-克萊沃-貝格聯合公國的一部分
- 1511年–1539年 約翰
- 1539年–1592年 威廉四世
- 1592年–1609年 約翰·威廉一世

### 霍亨索倫家族
自1614年起成為勃蘭登堡侯國及日後普魯士王國的一部分
- 1614年–1619年 霍亨索倫的約翰·西吉斯蒙德
- 1619年–1640年 格奧爾格·威廉，約翰·西吉斯蒙德之子
- 1640年–1688年 腓特烈·威廉，格奧爾格·威廉之子
- 1688年–1713年 腓特烈一世，腓特烈·威廉之子，1701年起為在普魯士的國王
- 1713年–1740年 腓特烈·威廉一世，腓特烈一世之子，在普魯士的國王
- 1740年–1786年 腓特烈二世，腓特烈·威廉一世之子，自1772年起為普魯士國王
- 1786年–1797年 腓特烈·威廉二世，腓特烈二世之侄，普魯士國王
- 1797年–1807年 腓特烈·威廉三世，腓特烈·威廉二世之子，普魯士國王

1807年拉文斯貝格根據提爾西特條約被割讓予法國，被合併到新的威斯特法倫王國

## 外部連結
维基共享资源上的相關多媒體資源：拉文斯贝格伯国
- 1789年北萊茵-威斯特法倫歷史地圖 （页面存档备份，存于）